# ۱۰۵۷ (میلادی)
۱۰۵۷ (میلادی) هزار و پنجاه و هفتمین سال تقویم میلادی است.

## رویدادها
- افتتاح مدرسه نظامیه نیشابور

## درگذشتگان
- پاپ ویکتور دوم
- ابوالعلاء معری

‎